# Оріссааре (волость)

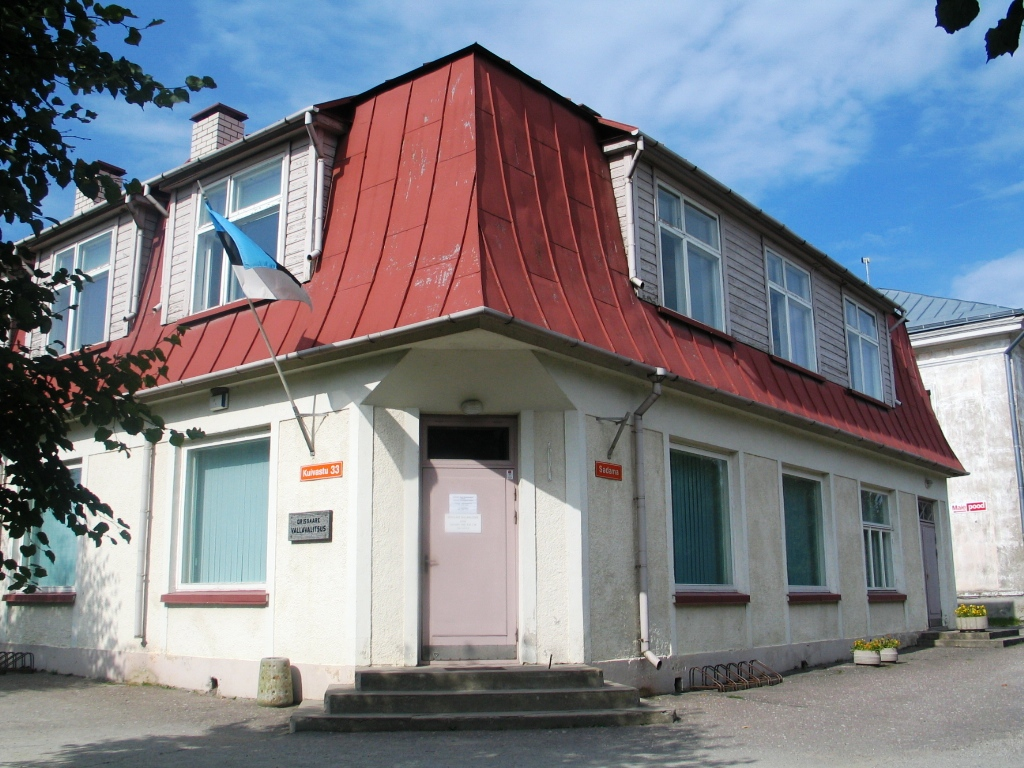
Волосна управа

Оріссааре (ест. Orissaare vald) — волость в Естонії, у складі повіту Сааремаа.

## Положення
Площа волості — 163,02 км², чисельність населення на 1 січня 2011 року становила 1994 особи.
Адміністративний центр волості — селище Оріссааре. До складу волості також входить 36 сіл: Арісте (Ariste), Арйу (Arju), Вихма (Võhma), Вяіке-Пахіла (Väike-Pahila), Вяіке-Рахула (Väike-Rahula), Вялйакюла (Väljaküla), Ииріку (Ööriku), Імавере (Imavere), Йаані (Jaani), Йярвекюла (Järveküla), Калма (Kalma) Кюла (küla), Кареда (Kareda), Каванді (Kavandi), Кунінгусте (Kuninguste), Киінасту (Kõinastu), Лахекюла (Laheküla), Ліігаласкма (Liigalaskma), Лііва (Liiva), Маасі (Maasi), Мехама (Mehama), Мяекюла (Mäeküla), Орінимме (Orinõmme), Пуллі (Pulli), Пиріпиллу (Põripõllu), Рандкюла (Randküla), Раннакюла (Rannaküla), Раугу (Raugu), Саікла (Saikla), Салу (Salu), Суур-Пахіла (Suur-Pahila), Суур-Рахула (Suur-Rahula), Тааліку (Taaliku), Тагавере (Tagavere), Тумала (Tumala), Хаапсу (Haapsu), Хінду (Hindu). 
У волості розташоване озеро Ярвекюла-Ярв.